# مقاطعة بوتنام (تينيسي)
مقاطعة بوتنام هي مقاطعة في تينيسي، بلغ عدد سكانها 72٬321  نسمة، في 2010، عاصمتها كوكفل، تبلغ مساحتها 1٬043 كيلومتر مربع.

## الموقع
تشترك في الحدود مع:
- مقاطعة أوفرتون (تينيسي)
- مقاطعة وايت (تينيسي)
- مقاطعة سميث (تينيسي)
- مقاطعة كمبرلاند
- مقاطعة ديكالب
- مقاطعة فنتريس
- مقاطعة جاكسون.